# Томислав Зографски
Томислав Зографски (на македонска литературна норма: Томислав Зографски) е композитор от Република Македония.

## Биография
Роден е на 29 март 1934 година в централния македонски град Скопие, тогава в Кралство Югославия, в семейството на Йованче Зографски. Завършва композиция в 1961 година в Музикалната академия в Белград при професор Миодраг Живкович. От 1967 година до края на живота си е професор във Факултета за музикално изкуство на Скопския университет.
Зографски е един от най-изявените представители на съвременната музика в Република Македония. В първия си творчески етап, под влиянието на Сергей Прокофиев и Игор Стравински, пръв в македонската музика въвежда елементи от музикалния неокласицизъм. В по-нататъшното си композиционно развитие Зографски възприема по-модерен начин на музикално изразяване, търсейки собствен си израз в актуалните музикални течения, но запазвайки в трансформиран вид елементи от предходния период. Във вокално-инструменталните му произведения от този период е характерно обръщението на автора към македонската светска и духовна музикална традиция, като източник на творческо вдъхновение. Зографски е автор на произведения от няколко музикални жанра. Използва тоналните последователности на традиционната македонска музика, като например в цикъла „Записи“ за дълбок глас и пиано (1963), една от най-зрелите негови творби, която включва фрагменти от византийско-славянското наследство, тоест мелодични фрагменти от пападическото Йован Кукузел от XIV век. В същия стил е и ораторият „Похвала Кирилу и Методию“, за бас, рецитатор, хор и оркестър (1969 г.). Сред камерните творби на Зогрфаски са „Есе върху дъжда“, цикъл за висок глас и оркестър (1982).